# Neosalanx pseudotaihuensis
Neosalanx pseudotaihuensis is een straalvinnige vissensoort uit de familie van de ijsvissen (Salangidae). De wetenschappelijke naam van de soort is voor het eerst geldig gepubliceerd in 1987 door Zhang.